# Adapsilia rugosigenis
Adapsilia rugosigenis är en tvåvingeart som beskrevs av Friedrich Georg Hendel 1934. Adapsilia rugosigenis ingår i släktet Adapsilia och familjen Pyrgotidae. Inga underarter finns listade i Catalogue of Life.